# Balderas (estación)
Balderas es una de las estaciones que forman parte del Metro de la Ciudad de México, es la correspondencia de la Línea 1, y la Línea 3. Se ubica en el centro de la Ciudad de México, en la alcaldía Cuauhtémoc.

## Información general
Toma su nombre de la Avenida Balderas, que lleva el apellido del general mexicano muerto durante la Intervención estadounidense en México, el general Lucas Balderas. Su isotipo representa un cañón en remembranza al episodio conocido como la Decena Trágica que tuvo lugar, entre otros sitios, en el edificio histórico denominado La Ciudadela que antiguamente fue un cuartel militar y actualmente es sede de la Biblioteca de México y del Centro de la Imagen.
Al haber sido una estación que desde un principio se proyecto de conexión con la Línea 1, fue prácticamente fácil unir ambas líneas en esta estación a través un pasillo de transbordo, por lo que es una de los transbordos más cortos de la red y junto a Pino Suárez e Hidalgo, Balderas es de las primeras 3 correspondencias que existieron en el metro.
El viernes 18 de septiembre de 2009 Luis Felipe Hernández Castillo asesinó al policía Víctor Manuel Miranda de 28 años y al civil que lo enfrentó, Esteban Cervantes Barrera de 58 años. El ataque fue perpetrado por Hernández en el andén de la línea 3, siendo detenido minutos después del ataque, procesado penalmente y sentenciado a 151 años de prisión. En memoria de los ciudadanos que lo enfrentaron y los jefes de estación que actuaron con presteza, se colocó el 18 de septiembre de 2015 el mural "Valor ante la indiferencia" de Alfredo Nieto en el sitio de los hechos.

### Remodelación
Como parte de los trabajos de la remodelación iniciados en el primer semestre de 2022 para la Línea 1 del Metro, desde el 11 del julio de 2022 y hasta el 9 de noviembre de 2023, esta estación funcionó como terminal provisional de la línea durante la primera etapa de los trabajos de la renovación de la Línea 1 del Metro. De igual forma, la estación de la Línea 1 permaneció cerrada desde la noche del 9 de noviembre de 2023, como parte de la remodelación que se está llevando a cabo desde 2022, con la finalidad de rehabilitar y aumentar la vida útil de la primera línea del metro de la Ciudad de México, inaugurada entre 1969 y 1984. Se espera que las obras de la segunda fase de remodelación (Observatorio-Salto del Agua) concluya durante el año 2025, para finalmente se reabra toda la línea completamente remodelada.
La estación de la Línea 1 fue reabierta el 13 de septiembre de 2024, tras finalizar las obras de mantenimiento para esta estación, siendo nuevamente la terminal provisional en la segunda etapa de modernización hasta el 23 de abril de 2025, cuando la línea fue reabierta hasta Chapultepec.

### Patrimonio

#### Monumentos
En 1984, el compositor Rockdrigo González compuso el famoso tema "Estación del metro Balderas", cantada años después por Álex Lora y los Enanitos Verdes. Una placa de bronce y una estatua de Rockdrigo al interior de la estación conmemora dicho acontecimiento.

### Afluencia
La siguiente tabla muestra la afluencia de la estación (por línea) en los últimos 10 años:
| Afluencia Anual de Pasajeros (Línea 1) | Afluencia Anual de Pasajeros (Línea 1) | Afluencia Anual de Pasajeros (Línea 1) | Afluencia Anual de Pasajeros (Línea 1) | Afluencia Anual de Pasajeros (Línea 1) | Afluencia Anual de Pasajeros (Línea 1) |
| -------------------------------------- | -------------------------------------- | -------------------------------------- | -------------------------------------- | -------------------------------------- | -------------------------------------- |
| Año                                    | Afluencia                              | A Diario                               | Ranking                                | Incremento                             | Ref.                                   |
| 2023                                   | 9,030,215                              | 24,740                                 | 30°/187                                | +26.49%                                | [ 12 ]                                 |
| 2022                                   | 7,139,186                              | 19,559                                 | 46°/175                                | +102.11%                               | [ 13 ]                                 |
| 2021                                   | 3,532,268                              | 9,677                                  | 87°/195                                | -14.52%                                | [ 14 ]                                 |
| 2020                                   | 4,132,493                              | 11,290                                 | 87°/195                                | -47.19%                                | [ 15 ]                                 |
| 2019                                   | 7,825,656                              | 21,440                                 | 81°/195                                | +4.21%                                 | [ 16 ]                                 |
| 2018                                   | 7,509,318                              | 20,573                                 | 86°/195                                | -3.70%                                 | [ 17 ]                                 |
| 2017                                   | 7,797,786                              | 21,363                                 | 78°/195                                | -4.89%                                 | [ 18 ]                                 |
| 2016                                   | 8,198,425                              | 22,400                                 | 78°/195                                | -1.70%                                 | [ 19 ]                                 |
| 2015                                   | 8,340,249                              | 22,849                                 | 72°/195                                | +2.80%                                 | [ 20 ]                                 |
| 2014                                   | 8,113,226                              | 22,228                                 | 74°/195                                | -1.12%                                 | [ 21 ]                                 |

| Afluencia Anual de Pasajeros (Línea 3) | Afluencia Anual de Pasajeros (Línea 3) | Afluencia Anual de Pasajeros (Línea 3) | Afluencia Anual de Pasajeros (Línea 3) | Afluencia Anual de Pasajeros (Línea 3) | Afluencia Anual de Pasajeros (Línea 3) |
| -------------------------------------- | -------------------------------------- | -------------------------------------- | -------------------------------------- | -------------------------------------- | -------------------------------------- |
| Año                                    | Afluencia                              | A Diario                               | Ranking                                | Incremento                             | Ref.                                   |
| 2023                                   | 7,037,585                              | 19,281                                 | 57°/187                                | +16.32%                                | [ 12 ]                                 |
| 2022                                   | 6,050,356                              | 16,576                                 | 63°/175                                | +368.70%                               | [ 13 ]                                 |
| 2021                                   | 1,290,882                              | 3,526                                  | 162°/195                               | -16.14%                                | [ 14 ]                                 |
| 2020                                   | 1,539,347                              | 4,205                                  | 164°/195                               | -45.80%                                | [ 15 ]                                 |
| 2019                                   | 2,840,045                              | 7,780                                  | 170°/195                               | +0.02%                                 | [ 16 ]                                 |
| 2018                                   | 2,839,394                              | 7,779                                  | 169°/195                               | -0.48%                                 | [ 17 ]                                 |
| 2017                                   | 2,852,962                              | 7,816                                  | 167°/195                               | -2.89%                                 | [ 18 ]                                 |
| 2016                                   | 2,937,959                              | 8,027                                  | 167°/195                               | +3.74%                                 | [ 19 ]                                 |
| 2015                                   | 2,832,055                              | 7,759                                  | 156°/195                               | -10.79%                                | [ 20 ]                                 |
| 2014                                   | 3,174,677                              | 8,697                                  | 148°/195                               | +8.92%                                 | [ 21 ]                                 |

## Conectividad

### Salidas
- Nororiente: Eje 1 Sur Avenida Chapultepec y Avenida Balderas, colonia Centro.
- Norponiente: Calle Tolsá y Av. Balderas, colonia Centro.
- Suroriente: Eje 1 Sur Avenida Chapultepec y Avenida Niños Héroes, colonia Doctores.
- Surponiente: Eje 1 Sur Avenida Chapultepec y Avenida Niños Héroes, colonia Doctores.

### Conexiones
Existen conexiones con las estaciones y paradas de diversos sistemas de transporte:
- Línea 3 del Metrobús.
- Ruta 34-A de RTP (Ecobús).

## Sitios de interés
- Arena México
- Ciudadela de la Ciudad de México
- Biblioteca de México José Vasconcelos
- Centro de la Imagen
- Centro de Estudios Científicos y Tecnológicos No. 5 "Benito Juárez García"
- Televisa Chapultepec